# 山梨県立わかば支援学校
山梨県立わかば支援学校（やまなしけんりつわかばしえんがっこう）は、山梨県南アルプス市有野にある県立の特別支援学校である。

## 学部
- 小学部
- 中学部
- 高等部
- 寄宿舎

## 所在地
- 山梨県南アルプス市有野2739

## 沿革
- 1974年（昭和49年）4月1日：開校
- 2007年（平成19年）4月1日：学校名を「山梨県立わかば養護学校」から「山梨県立わかば支援学校」に変更